# Rina Frenkel
Rina Frenkel (hébreu : רינה פרנקל), née le 17 septembre 1956 à Smolensk (Union soviétique), est une femme politique israélienne, membre du parti Yesh Atid. Elle siège comme députée à la Knesset de 2013 à 2015.

## Biographie
Née en 1956 à Smolensk en Union soviétique (en actuelle Russie), Frenkel émigre en Israël en 1990. Résidant à Nahariya, elle est assistante de direction dans une agence de formation et d'emploi à Ma'alot-Tarshiha.
Frenkel rejoint le Yesh Atid et est placée 15e sur la liste du parti aux élections législatives de 2013. Elle est élue à la Knesset car le parti remporte 19 sièges. En janvier 2015, elle annonce qu'elle ne se représentera aux élections législatives de 2015 mais qu'elle travaillera pour son parti en dehors de la Knesset.